# Konstandinos Stefanopulos
Konstandinos (Kostis) Stefanopulos (gr. Κωνσταντίνος (Κωστής) Στεφανόπουλος; ur. 15 sierpnia 1926 w Patras, zm. 20 listopada 2016 w Atenach) – grecki prawnik i polityk, poseł do Parlamentu Hellenów i minister, w latach 1995–2005 prezydent Grecji.

## Życiorys
Z wykształcenia prawnik, ukończył studia na Uniwersytecie Narodowym im. Kapodistriasa w Atenach. W latach 1954–1974 praktykował jako adwokat w Patras. Był działaczem Narodowej Unii Radykalnej Konstandinosa Karamanlisa. Mandat poselski po raz pierwszy uzyskał w 1964 w okręgu wyborczym Achaja. Do aktywnej polityki powrócił w okresie demokratyzacji po upadku junty czarnych pułkowników, dołączając do Nowej Demokracji. W 1974 został ponownie deputowanym, reelekcję uzyskiwał w wyborach w 1977, 1981, 1985 i czerwcu 1989.
W 1974 wszedł w skład prowizorycznego rządu jedności narodowej Konstandinosa Karamanlisa jako sekretarz stanu w ministerstwie handlu. Od listopada 1974 do września 1976 był ministrem spraw wewnętrznych. Od września 1976 do listopada 1977 pełnił funkcję ministra spraw społecznych, zaś w latach 1977–1981 w randze ministra kierował gabinetem premiera. Od 1981 do 1985 pełnił funkcję sekretarza i rzecznika klubu poselskiego ND. W 1985 bez powodzenia starał się o przywództwo w Nowej Demokracji, przegrywając z Konstandinosem Mitsotakisem. 6 września 1985 wraz z kilkunastoma posłami odszedł z ND, założył wówczas partię DIANA. Ugrupowanie to nie odnosiło wyborczych sukcesów; Konstandinos Stefanopulos kierował nim do 1994, kiedy to partia ta zawiesiła swoją działalność.
8 marca 1995 został wybrany przez grecki parlament na urząd prezydenta. Jego kandydaturę wysunęła Wiosna Polityczna, a zaaprobował również socjalistyczny PASOK. W głosowaniu poparło go 181 parlamentarzystów. Stanowisko objął 10 marca 1995, zastępując Konstandinosa Karamanlisa. 8 lutego 2000 wybrany na drugą kadencję 269 głosami posłów PASOK-u i Nowej Demokracji. Zakończył urzędowanie 12 marca 2005, gdy na prezydenta został zaprzysiężony jego następca Karolos Papulias.
Konstandinos Stefanopulos był żonaty, jego małżonka zmarła przed nim. Miał troje dzieci.

## Odznaczenia
Jako prezydent z urzędu (ex officio) był wielkim mistrzem orderów: Zbawiciela, Jerzego I, Honoru, Feniksa i Dobroczynności.
Odznaczony również Orderem Orła Białego (Polska, 1996), Wielkim Łańcuchem Orderu Sikatuny (Filipiny, 1997), Krzyżem Wielkim Orderu Witolda Wielkiego (Litwa, 1997), Krzyżem Wielkim Orderu Wielkiego Księcia Giedymina (Litwa, 1999), Wielkim Orderem Króla Tomisława (Chorwacja, 1998), Łańcuchem Orderu Karola III (Hiszpania, 1998), Wielką Gwiazdą Odznaki Honorowej za Zasługi dla Republiki Austrii (Austria, 1999), Orderem Trzech Gwiazd I klasy (Łotwa, 1999), Łańcuchem Orderu Infanta Henryka (Portugalia, 1999), Łańcuchem Orderu Gwiazdy (Rumunia, 1999), Złotym Orderem Wolności (Słowenia, 1999), Orderem Serafinów (Szwecja, 1999), Orderem Podwójnego Białego Krzyża I klasy (Słowacja, 2000), Krzyżem Wielkim Orderu Sokoła (Islandia, 2001), Orderem Zasługi Republiki Włoskiej w klasie Kawaler Krzyża Wielkiego Udekorowany Wielką Wstęgą (Włochy, 2001), Krzyżem Wielkim Orderu Świętego Olafa (Norwegia, 2004).